# Henry Bucknall
Henry Cresswell Bucknall, född 4 juli 1885 i Lissabon, död 1 januari 1962 i Dumfries, var en brittisk roddare.
Bucknall blev olympisk guldmedaljör i åtta med styrman vid sommarspelen 1908 i London.